# سركمر باغ ملك (كفشكنان)
سركمر باغ ملك (بالفارسية: سرکمرباغ ملک) هي قرية تقع في إيران في قسم کفشکنان الريفي.